# Mumbaqat
Koordinaten: 36° 13′ N, 38° 8′ O
Tall Munbāqa, auch Ekalte  (Mumbaqat), ist eine heute in Ruinen liegende 5000 Jahre alte Stadtanlage in Nordsyrien.

## Lage
Das Ruinenfeld liegt am Ostufer des Oberlaufs des Euphrat über dem Steilhang des einstigen Flusstales. Im 3. und 2. Jahrtausend v. Chr. war die Stadt ein bedeutender Stadtstaat der Region.
Durch die Errichtung der Tabqa-Talsperre bei Ath-Thawra, 35 Kilometer westlich von Ar-Raqqa, ist die Stadtruine heute teilweise geflutet. Die Situation im Staudammgebiet hat sich in den Jahren seit der Aufnahme der Grabungstätigkeit im Jahre 1969 grundlegend geändert. Im Euphrattal, dessen Bild durch das Grün der Baumwolle und den breiten Fluss geprägt wurde, hat sich ein großer Stausee gebildet, der die Ruinenstadt teilweise überschwemmt hat. Am stärksten betroffen ist das Westufer mit seinen flachen Flussterrassen, die als erste überschwemmt wurden.
Der hoch über dem Steilabfall des Ostufers gelegene  Tall Munbāqa ist noch erhalten. Das bei der Grabung 1974 freigelegte Nordost-Tor liegt auf 36° 13′ 9″ N, 38° 7′ 53,9″ O, das Südtor auf 36° 13′ 1,4″ N, 38° 7′ 44,1″ O.

## Stadtentstehung
Der Euphrat war eine der Fernstraßen, die Asien mit dem Mittelmeer verbanden. Der Verlauf einer der wichtigsten Handelsstraßen zwischen den sumerischen und später babylonischen Machtzentren und den syrischen Küstenstädten und der unmittelbare Zugang zum schiffbaren Hauptfluss können als eines der Grundmotive für diese Stadtgründung angesehen werden. Der Handel war Antrieb zum Städtebau. Stadtmacht und Stadtzerstörung kennzeichnen das Urbanisationsfieber des 3. und 2. Jahrtausends v. Chr. In Nordsyrien, wo der Fluss aus dem armenischen Hochland nach Südosten abbiegt, 200 km vom Mittelmeer, lagen wichtige Handelsplätze. Von dort verläuft die Straße über das nordsyrische Plateau nach Aleppo. Ab dem 4. Jahrtausend v. Chr. sind hier sumerische Handelsstätten nachweisbar. Im 3. Jahrtausend, dem Höhepunkt der kulturellen und wirtschaftlichen Entwicklung, entstanden Fürstensitze nach dem Vorbild sumerischer Städte. Das altsyrische Reich reichte im 2. Jahrtausend v. Chr. bis an den Euphratbogen. Der Mittanistaat der Hurriter beherrschte wenige Jahrhunderte darauf den Nordosten Syriens mit dem Euphrattal. Im 14. Jahrhundert v. Chr. beherrschten die Hethiter Nordsyrien und der Euphrat bildete die Grenze zwischen dem assyrischen Gebiet und dem hethitischen Großreich. Um 1200 v. Chr. siedelten die Aramäer am Euphrat. Diese wechselvolle Geschichte erschließt sich aus den zahlreichen Ruinenhügeln entlang des 90 km langen Stausees. Eine der größten ausgegrabenen Ruinen dieser alten Kulturlandschaft ist Tall Munbāqa.

## Erforschung
Im Jahre 1907 entdeckte die englische Forscherin Gertrude Bell die Ruine, erstellte einen Plan und beschrieb die Wallanlage: „Munbayah, wo meine Zelte aufgeschlagen waren – der arabische Name bezeichnet nur einen hochgelegenen Platz – war vermutlich das Bersiba in Ptolemäus' Ortsnamenliste. Es besteht aus einer doppelten Umwallung, am Flussufer gelegen.“ Gertrude Bell irrte in der Lokalisierung von Bersiba, erkannte aber die Bedeutung des Ruinenhügels für die Erforschung der orientalischen Stadt. Die 400 × 500 m große, rechteckige, einst stark befestigte Stadtruine wurde 1964 anlässlich der Bereisung des geplanten Stauseegebietes dokumentiert und erforscht. 1968 beantragte die Deutsche Orientgesellschaft die Ausgrabungserlaubnis für den Ruinenhügel. 1969–1970 wurde von E. Heinrich (Universität Berlin) die Vermessung der oberirdisch sichtbaren Baureste vorgenommen und 1971 mit deren Freilegung begonnen. Die Ausgrabung wurde 1973 und 1974 von Winfried Orthmann und ab 1979 von Dittmar Machule von der Technischen Universität Hamburg-Harburg weitergeführt. Während der Grabungskampagnen 1973, 1974 und 1977 waren bis zu 16 Wissenschaftler und bis zu 90 einheimische Arbeiter an den Ausgrabungsarbeiten beteiligt.
Der antike Name der spätbronzezeitlichen Stadt wird aufgrund von 15 aufgefundenen Tontafeln mit der Nennung dieses Stadtnamens mit "Ekalte" angenommen. Möglicherweise ist Tall Munbāqa zur Mittelbronzezeit mit dem bei Aplaḫanda von Karkemiš und Šamši-Adad I. erwähnten Yakaltum gleichzusetzen.

## Besiedlungsgeschichte
Der Siedlungshügel liegt direkt am linken Euphratufer und ist von einer gewaltigen Wallanlage umgeben, welche zum Fluss hin einen Steilhang bildet und nach Osten zum Land hin flacher wird. Die natürliche Topographie des Flusstales und der angrenzende Hügel bestimmen die Form der Stadtanlage. Zunächst bestand nur die mit einem Befestigungsring umgebene Innenstadt, die in mittelsyrischer Zeit (um 1600–1400 v. Chr.) durch eine zum Land gelegene Vorstadt nach Osten erweitert wurde. Die ehemals östliche Umwallung der Innenstadt trennt nun diese von der Stadterweiterung. Die Fortifikation wurde in dieser Zeit erweitert und durch eine im Nordhang der Umwallung aus luftgetrockneten Lehmziegeln errichtete Toranlage mit zwei mächtigen Türmen gesichert. Das spätere Verschließen des Tores mit vorgesetzten gewaltigen Kalksteinblöcken schützte dieses vor der Zerstörung. Dieser Besiedlungsschicht gehört auch das Südwest-Tor an. Die Vorstadt wurde nach Südwesten über ein weiteres Torgebäude (Südwest-Tor) angedient. Der östliche innerstädtische Wall weist zum südöstlichen Teil der Vorstadt nahe dem Südwest-Tor eine Einsenkung auf, die darauf schließen lässt, dass hier ein Zugang zur Innenstadt bestanden hat. In dem jüngeren Abschnitt der Mittelsyrischen Zeit wurden die Stadtmauern teilweise erneuert und verstärkt.
Außerhalb der Befestigungsanlage im Bereich der Uferzone wurde ein gut erhaltener Töpferofen aus Lehmziegeln mit Lochtenne und Kuppel ausgegraben. Etwa 250 m südlich der Stadt wurden eine Reihe von Grabkammern entdeckt, die in die zweite Hälfte des 3. Jahrtausends v. Chr. datiert sind.
Die am Nordwestrand des Ruinenhügels zum Euphrat in der Innenstadt gelegenen Heiligtümer, der Tempel I mit Nebengebäuden und Tempel II, sind der Altsyrischen Periode (etwa 2000–1600 v. Chr.) zuzuordnen. Die beiden Kultbauten dienten der Verehrung der beiden Hauptgottheiten.
Der nordwestlich gelegene Tempel I hat die Außenabmessungen von 12,60 × 26,80 m und 2,70 m dicke Steinmauern aus unbehauenen Steinen. Die Einteilung des Grundrisses bestand aus dem Gemach der Gottheit, der Cella, einem länglich-viereckigen Raum mit einer Vorhalle, die sich mit zwei Säulen zwischen zwei Anten nach Osten öffnet. Im Innenraum dieses Steinbaues wurden 1973 die Bauschichten 4 bis zum Fußboden 4c freigelegt, 1974 fand man darunter die älteste zu den Mauern gehörende Begehungsschicht (4d). Diese älteste Siedlungsschicht, ein kleines Heiligtum, eine Tempelcella aus Lehmziegeln unterhalb des nördlichen Tempels I, gehört der frühsyrischen Periode (etwa 2600–2100 v. Chr.) an. Nördlich des Tempels fanden sich die Reste eines Steingebäudes. 2,00 m vor der nördlichen Längswand des Tempels wurde ein Steingebäude freigelegt, ein langrechteckiger Raum von 8 × 5 m (jüngste Phase Schicht 2a). Der Zugang zu dem Raum befindet sich auf der östlichen Schmalseite. In diesem Bereich wurden 13 Tonmodelle von Lebern gefunden, die für Weissagungen des Priesters verwendet wurden. In ihrer unmittelbaren Nähe wurden drei Bruchstücke verschiedener Tontafeln mit Keilschrift entdeckt. Nördlich von diesem Gebäude, durch eine schmale Gasse getrennt, wurde ein Steinhaus mit einem Raum und einem Hof freigelegt.
Der größere Tempel II hat die Außenmaße von 33,75 × 15,00 m und 3,00 m dicke Steinmauern. Man betrat die Tempel von Osten über eine nach Osten offene Vorhalle, welche durch die Anten der Längsmauer und von zwei Säulen gestützt wurde. Von der Vorhalle stieg man über eine 2 m breite steinerne Treppenanlage in den östlichen Teil des Hauptraumes und von dort über eine zweite Treppe in das mit Altar und Bänken ausgestattete Allerheiligste.

## Stratigraphie und Datierung der Besiedlungsschichten
Die aus übereinandergeschichteten antiken Ruinen bzw. übereinander angehäuftem Trümmerschutt in den Grabungskampagnen 1973–1977 aufgefundenen Hauptbesiedlungsschichten dieses Fürstensitzes des 2. Jahrtausends v. Chr. gliedern sich wie folgt:
Mumbaqat IV:
Frühsyrische Periode (etwa 2600–2100 v. Chr.): Siedlungsschicht des ältesten Heiligtums (Kleiner Tempel der Schicht 4c datiert auf 2500–2300 v. Chr.) im Bereich inner- und unterhalb des großen Tempels I. Die rechteckige Tempelcella mit den Innenabmessungen des Raumes von 3,50 × 5,00 m bestand aus 1 m dicken verputzten Lehmziegelmauern. Den Raum betrat man von Osten über eine einflügelige Tür. Zum Aufstellen von Opfergaben befanden sich vor der Westwand flache Lehmziegelbänke und in der Mitte ein stufenförmig zum Raum hin abgestufter Altarblock. Im Altarblock eingemauert ein Gründungsopfer, bestehend aus Fritteperlen. Schichten aus dieser Zeit wurden auch auf der Kuppe im Zentrum des Grabungshügels und unter dem Tempel II entdeckt. Ein freigelegtes Kammergrab nördlich der Stadt (sog. Nordgrab) ergänzt den Siedlungsbefund und gibt Auskunft über die Bestattungssitten der antiken Bevölkerung in dieser Zeit.
Mumbaqat III:
Altsyrische Zeit (etwa 2000–1600 v. Chr.):
Siedlungsschicht der Vorläuferbauten der Heiligtümer Tempel I und Tempel II und der inneren Stadtbefestigung. Nordost-Tor zur Vorstadt aus Lehmziegelkonstruktion mit Wehrgang und Vorhof, flankiert von zwei Bastionen bzw. Ecktürmen, am Fuße des Innenstadtwalls gelegen. Errichtung und Besiedlung der Vorstadt ca. 1600 v. Chr. Südwestlicher Zugang zur Vorstadt bestehend aus einem Torgebäude mit großer Halle und Feuerstelle, drei angebauten Nebenräumen und Vorraum, welches zusammen mit der Befestigungsmauer errichtet wurde.
Mumbaqat II:
Mittelsyrische Periode (etwa 1600–1200 v. Chr.): Anlage der Vorstadt mit äußerer Fortifikation. Erneuerung und Ausbau der Heiligtümer Tempel I und Tempel II. Bestattung der Toten in Kammergräbern (sog. Südgrab) außerhalb der Stadt.
Mumbaqat I:
Römisch-byzantinische Tumuli und Kammergräber innerhalb der Stadt

## Ausgewählte Funde
- Torso einer Statue aus Kalkstein, Tempel I, Schicht 3, altsyrisch, 1. Hälfte des 2. Jahrtausends v. Chr.;
- Tonmodell für Terrakottarelief „Nackte Göttin“ Nordost-Tor, Schicht 4/5, mittelsyrisch, um 1600/1200 v. Chr.;
- Tontafelfragmente mit Keilschrifttexten, neben Tempel I, Schicht 2, mittelsyrisch, um 1400/1200 v. Chr.;
- Modelle von Schafslebern aus Ton, neben Tempel II, Schicht 2, mittelsyrisch, um 1400/1200 v. Chr.,
- Fragment eines Terrakottareliefs „männlicher Krieger“, Südwest-Tor, Schicht3, mittelsyrisch, um 1400/1200 v. Chr.;
- Terrakottafigur eines Rindes, aus dem Südgrab, mittelsyrisch, um 1600/1200 v. Chr.;
- Gefäßscherbe mit Siegelabrollung Tempel I, Schicht 2, frühsyrisch, Mitte des 3. Jahrtausends v. Chr.; Ägyptischer Skarabäus sog. ’nr’-Typus aus Fayence, aus dem Südgrab, nach H. Stock in die jüngere Hyksoszeit um 1600 v. Chr. datiert.

## Tontafeln
Drei Tontafelfragmente wurden bereits bei den Grabungsarbeiten 1974 im Planquadrat 2737 entdeckt. Diese Fragmente gehören verschiedenen Textgattungen an. Das größte Fragment stammt von einer Urkunde, dessen erhaltene Zeilenanfänge sind Reste einer Zeugenliste; auf der anderen Seite der Tafel war ein Siegel abgerollt. Insgesamt wurden in Tall Munbāqa 89 spätbronzezeitliche Tontafeln gefunden, sechs weitere gelangten durch den Kunsthandel in Privatsammlungen. Fast alle Tafeln wurden in Privathäusern aufgefunden und sind Familienarchiven zuzuordnen. Die Urkunden dokumentieren Immobiliengeschäfte, Testamente und Adoptionsurkunden. Der antike Name des Tall Munbāqa lautet Ekalte. In den 15 Urkunden ist dieser Name 17-mal niedergeschrieben. Sieben Tafeln tragen eine Datierung. Abrollungen eines altakadischen Siegels befinden sich auf den Urkunden zu den Immobilien aus dem Besitz des Stadtgottes und der Stadt.